# Natália Kelly
Natália Kelly, née le 18 décembre 1994 à Hartford, est une chanteuse autrichienne.

## Biographie
Elle est née d'un père américain et d'une mère brésilienne, grandit dans le Connecticut aux États-Unis avant de vivre en Autriche.
Entre 2005 et 2007, Kelly a été membre du groupe pop Gimme 5 qui a été signé à Universal Music. 
En 2011, Natália Kelly a remporté un concours de jeunes talents autrichiens de longue durée appelé The Voice (à ne pas confondre avec la franchise internationale The Voice (émission de télévision) ), et a reçu un contrat d'enregistrement de Alexander Kahr.
En 2013, elle représente l'Autriche au Concours Eurovision de la chanson 2013 à Malmö, avec la chanson Shine.